# Condado de Holt (Missouri)
O Condado de Holt é um dos 114 condados do estado americano de Missouri. A sede do condado é Oregon, e sua maior cidade é Oregon. O condado possui uma área de 1 215 km² (dos quais 19 km² estão cobertos por água), uma população de 5 351 habitantes, e uma densidade populacional de 4 hab/km² (segundo o censo nacional de 2000). O condado foi fundado em 1841.